# Veladura

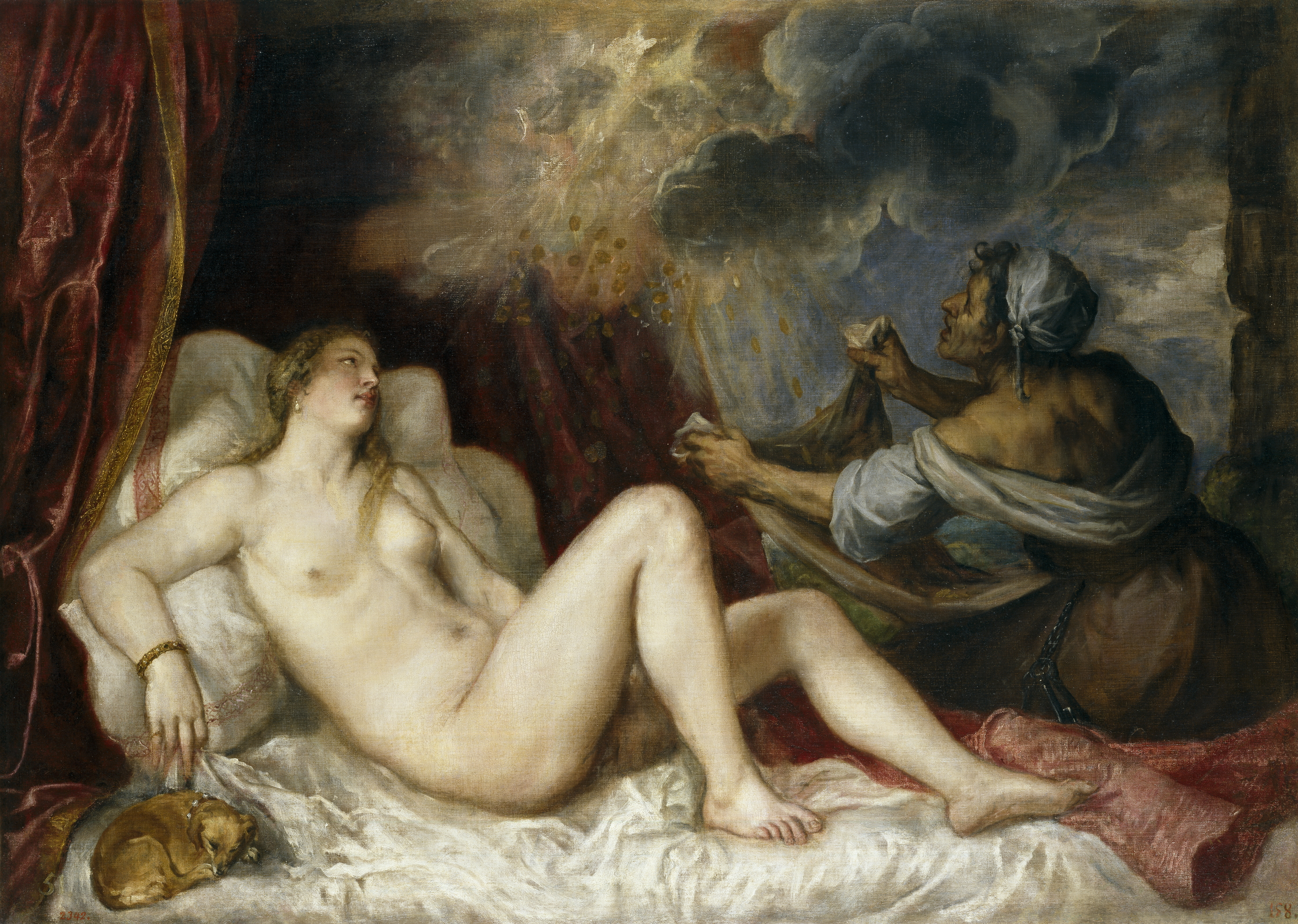
Danaë (entre 1560 y 1565). Óleo sobre lienzo, 129.8 x 181.2 cm (51.1 x 71.3 in). Museo del Prado, Madrid.

En pintura la veladura consiste en capas muy delgadas de pintura, de forma que se transparente la capa inferior, así el color que se ve es el resultado suavizado de la mezcla del color inferior más el de la veladura.
Para realizar una veladura es necesario que la capa inferior esté perfectamente seca. Dicha capa inferior puede ser de óleo o de acrílico, pero nunca debe hacerse al contrario, es decir, no debe pintarse acrílico sobre óleo. En la antigüedad se utilizaba frecuentemente una base de temple sobre la que, una vez seca, se iban añadiendo las sucesivas veladuras de color al óleo. La transparencia y la profundidad, conseguidas de este modo, dan una calidad inimitable a las obras pintadas enteramente siguiendo esas técnicas.
Para adelgazar la pintura se deben usar medios sintéticos, especialmente concebidos para este uso. No conviene usar aceite de linaza porque resbala el color y se puede mezclar en otras zonas.
El óleo trabajado a base de veladuras es la técnica de pintar que más se utilizó en el Renacimiento. También fue frecuentemente utilizada por artistas posteriores. Rembrandt, por ejemplo, finalizaba sus cuadros con numerosas veladuras de color transparente sobre la base seca.